# 莱氏体

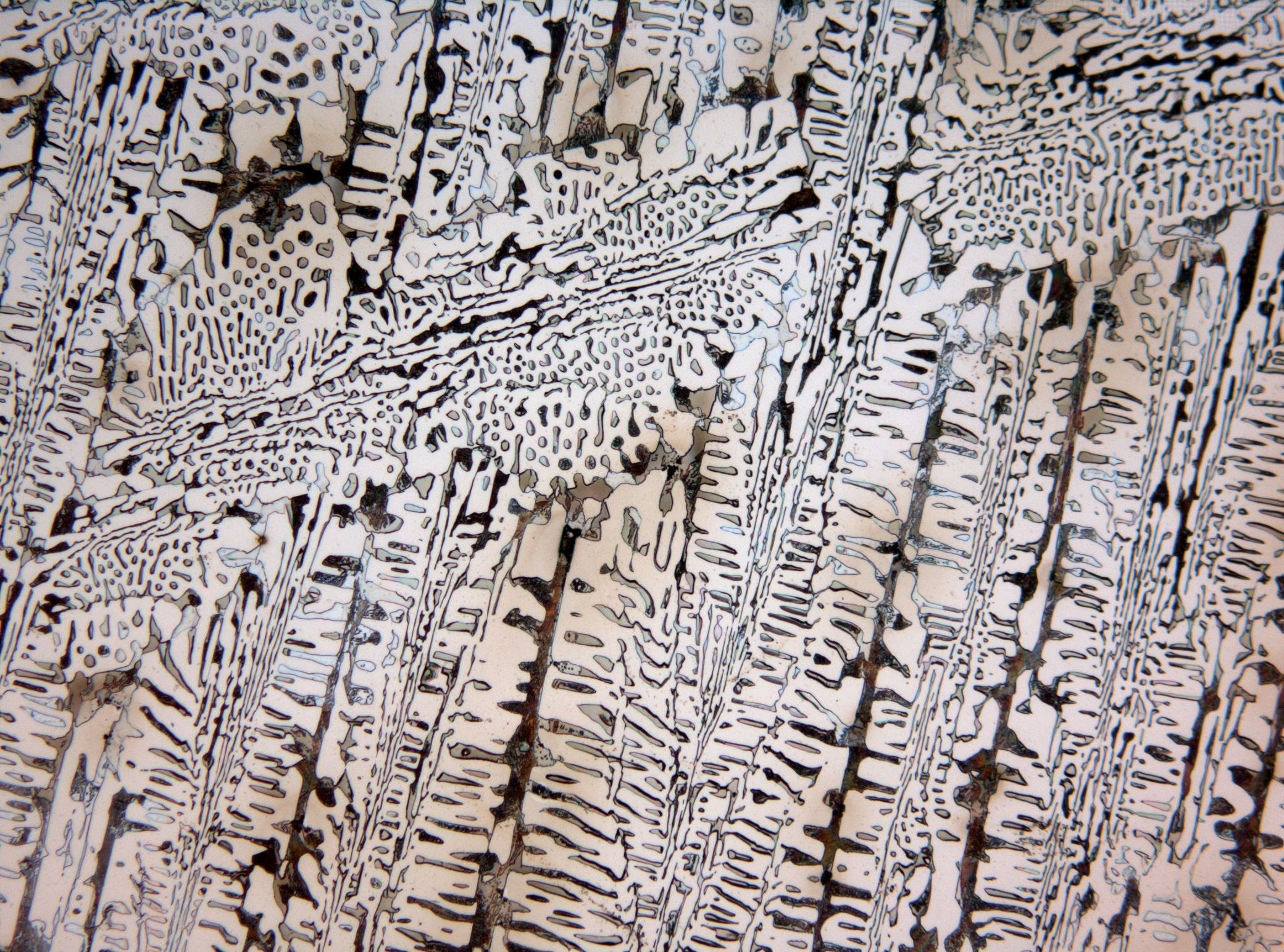
莱氏体显微照片

莱氏体（ledeburite），也译作粒滴斑鐵，是液態鐵碳合金在1147℃左右發生共晶轉變時形成的共晶混合物，由奥氏体（γ-Fe）和渗碳体（Fe3C）组成，含碳量为4.3%，用Ld表示。进一步降温到727℃时，组分之一的奥氏体转变成珠光体，莱氏体成为珠光体和渗碳体的机械混合物，被称为低温莱氏体或变态莱氏体，由Ld'表示。

## 得名
莱氏体的命名得自德国矿物和冶金学家阿道夫·莱德布尔（Adolf Ledebur，1837-1916）。1882年，勒德布尔在弗莱贝格工业大学对铁碳合金的金相结构进行研究，发现了存在着这种共晶混合物。

## 形成
液态铁碳合金在1147℃左右会发生共晶转变，含碳量为4.3%的液态铁碳合金会转化为含碳量为2.11%的奥氏体和6.67%的渗碳体两种晶体的混合物的莱氏体，其比例大约是1：1
L4.3%→Ld(γ2.11%+Fe3C）
随着温度的降低，莱氏体中总碳含量组成不变，但其中的组分奥氏体和渗碳体的比例在发生改变。当温度降到727℃以下时，莱氏体中的奥氏体成分会发生共析转变，生成铁素体和渗碳体层状分布的珠光体。
γ0.77%→P(α0.0218%+Fe3C)
所以727℃以下时，莱氏体是珠光体和渗碳体的机械混合物。

## 过共晶与亚共晶组成分析
雖然粒滴斑鐵中碳的含量是4.3%，但含量在2.06%到6.67%的液態鐵碳合金在降溫過程中都會有粒滴斑鐵產生，只是由於含碳量不同，產生的固態合金中不僅有粒滴斑鐵，還有其他成分。
含碳量在2.11%到4.3%的液態鐵碳合金在降温到共晶温度之前，沃斯田鐵即逐漸析出。到1147℃時，剩餘的液態合金發生共晶轉變，形成粒滴斑鐵，整個合金组成是先析出的沃斯田鐵和粒滴斑鐵。溫度繼續降低後，先析出的沃斯田鐵會沿晶界析出渗碳體，被稱為二次渗碳體。
γ→Fe3C(II)
这样含碳量在2.11%到4.3%的合金是奥氏体、莱氏体和二次渗碳体的混合物，但二次渗碳体和莱氏体中的渗碳体很难区分。而降到727℃以下时，奥氏体转换成珠光体，合金组成为珠光体、低温莱氏体和二次渗碳体的混合物，是亚共晶白口铁的主要成分。
含碳量在4.3-6.67%的液态铁碳合金在降温到共晶温度之前，渗碳体逐渐析出，被称为一次渗碳体。到了1147℃时，剩余的液态合金会发生共晶转变反应转变成莱氏体，此时的合金组成是莱氏体和一次渗碳体的混合物。随后一直保持这一组成727℃，至室温后即为低温莱氏体和一次渗碳体的混合物，是过共晶白口铁的主要成分。结构上是低温莱氏体分布在粗树枝状的白色一次渗碳体之间。
纯莱氏体中含有的渗碳体较多，故性能与渗碳体相近，即极为硬脆。